# Holoplatys bicolor
Holoplatys bicolor là một loài nhện trong họ Salticidae.
Loài này thuộc chi Holoplatys. Holoplatys bicolor được Eugène Simon miêu tả năm 1901.